# Хелен (син Деукалиона)
У грчкој митологији, Хелен (лат. Hellen) јесте праотац Хелена или Грка. Син је Деукалиона, оснивача људског рода.

## Митологија
Хелен је имао три сина: Еола, Дора и Ксута. Еол је постао праотац еолоског племена, Дор дорског племена, а Ксут јонског и ахејског племена и то захваљујући својим синовима Јону и Ахеју, које је имао са својом женом Креусом, кћерком атинског краља Ерехтеја. 
Хелен је имао брата Етлија, чији су синови Етол и Епеј били оснивачи племена Етолаца и Епејаца.
Легенда о Хелену и његовим синовима потиче из млађег доба јер се у старим митовима и народним причама не спомиње Хелен. Вероватно је требало наћи неког јунака који би објединио и објаснио заједничко порекло свих Хелена, како су Грци сами себе звали.
Називом „Грци Римљани звали целокупно становништво Грчке - Хеладе, према маленом дорском племену, на обали Епира, са којим су, највероватније прво дошли у контакт.